# Falchi (film)
Falchi è un film del 2017 diretto da Toni D'Angelo.

## Trama
Peppe e Francesco sono due amici e, allo stesso tempo, due prorompenti "falchi" (denominazione di una speciale sezione di Polizia), ovvero due agenti della Squadra Mobile di Napoli che in tale vesti, a bordo della loro moto, si adoperano in modo spregiudicato contro la criminalità organizzata, pattugliando in lungo e largo la città, addentrandosi nei quartieri più malfamati, dove episodi di criminalità sono all'ordine del giorno.
A dirigerli è l'Ispettore Marino, verso il quale nutrono un rapporto quasi filiale. Dediti al loro lavoro, tanto da viverlo come una missione, i due efficienti agenti sono così in costante e drammatica tensione. Nella vita privata di Peppe e Francesco però ci sono alcuni segreti.

## Distribuzione
Il film è uscito nei cinema italiani il 2 marzo 2017.

## Riconoscimenti
- 2017 - Bari International Film Festival
  - Premio Giuseppe Rotunno - Miglior direttore della fotografia a Rocco Marra
  - Premio Roberto Perpignani - Miglior montatore a Marco Spoletini
- 2017 - Globo d'oro
  - Candidatura a Miglior musica a Nino D'Angelo
- 2017 - Noir in Festival
  - Candidato al Premio Caligari[2]